# Spurinna
Spurinna war ein im 1. Jahrhundert v. Chr. lebender angesehener etruskischer Eingeweideschauer (Haruspex). Bekanntheit erlangte er durch seine Warnung des römischen Diktators Caesar vor den Iden des März (15. März 44 v. Chr.), an denen dieser ermordet wurde.
Er ist wahrscheinlich mit dem von Cicero erwähnten Haruspex identisch, der dem im Krieg gegen die Pompeianer befindlichen Caesar 46 v. Chr. vor der frühen Überfahrt nach Nordafrika warnte. Laut Valerius Maximus warnte Spurinna den Diktator bereits einen Monat vor dem Attentat vor einer drohenden Gefahr bis zu den Iden des März. Zu seiner Prophezeiung war er auf Grund einer Opferschau gekommen. Am Morgen des 15. März 44 v. Chr. machte sich Caesar auf den Weg zum Senat, obwohl er auch durch andere böse Omina vor diesem Gang gewarnt worden war. Beim Betreten des Senats begegnete er Spurinna und nannte ihn einen falschen Propheten, denn die Iden des März seien für ihn ohne jeden Schaden gekommen. Der Haruspex entgegnete: „Noch nicht, Caesar, aber die Iden des März sind auch noch nicht vorbei.“ Aus einer von Cicero Anfang 43 v. Chr. gemachten Äußerung zu schließen, erregten Spurinnas Weissagungen zwar viel Aufmerksamkeit, wurden aber anscheinend nicht sehr ernst genommen.